# Bobby Joe Morrow
Pour les articles homonymes, voir Morrow.
Robert Joseph Morrow dit Bobby Joe Morrow, né le 15 octobre 1935 à Harlingen (Texas) et mort le 30 mai 2020 à San Benito (Texas), est un athlète américain, vainqueur de trois médailles d'or aux Jeux olympiques d'été de 1956.

## Biographie
Bobby Joe Morrow est né à Harlingen au Texas et a grandi dans une ferme à San Benito. Avant de devenir un sprinter, il a joué au football américain pour la San Benito High School. Il a aussi couru en sprint pour l'Abilene Christian University.
Bobby Joe Morrow, surnommé en Amérique « L'éclair blanc du Texas »[réf. nécessaire], a remporté le titre AAU sur 110 yards en 1955, puis a eu sa meilleure saison en 1956, ce qui en fit le choix du Sports Illustrated comme sportif de l'année. Il a remporté le titre NCAA et confirmé son titre AAU. 
En 1956, il égale à trois reprises le record du monde du 100 mètres de 10 s 2, le 19 mai à Houston, le 22 juin à Bakersfield et enfin le 29 juin à Los Angeles.
Lors des Jeux olympiques d'été de 1956, à Melbourne, Bobby Joe Morrow remporte trois médailles d'or. Il s'impose d'abord sur le 100 mètres dans le temps de 10 s 5, puis s'adjuge le titre du 200 mètres en égalant au passage le record du monde avec le temps de 20 s 6. Enfin, il remporte l'épreuve du relais 4 × 100 mètres en établissant là encore un nouveau record du monde en 39 s 5 en compagnie de ses compatriotes Ira Murchison, Leamon King et Thane Baker.
Après les Jeux, Bobby Joe Morrow a continué sa domination au niveau national mais se retira en 1958. Il a tenté un comeback pour les Jeux olympiques d'été de 1960 mais échoua en qualifications.
Bobby Joe Morrow est ensuite devenu fermier et bûcheron.
En octobre 2006, le stade de la San Benito High School a reçu le nom de Bobby Morrow Stadium.

## Palmarès

### Jeux olympiques d'été
- Jeux olympiques d'été de 1956 à Melbourne ( Australie)
  -  Médaille d'or sur 100 m
  -  Médaille d'or sur 200 m
  -  Médaille d'or en relais 4 × 100 m

## Records
- Record du monde du relais 4 × 100 m en 39 s 5 avec Ira Murchison, Leamon King et Thane Baker le 1er décembre 1956 à Melbourne (amélioration du record du monde détenu par un autre relais américain composé de Wykoff-Draper-Metcalfe-Owens, sera battu par un autre relais américain composé de Jones-Budd-Drayton-Frazer).
- Record du monde du 100 m en 10 s 2 le 19 mai 1956 à Houston, le 22 juin 1956 à Bakersfield et le 29 juin 1956 à Los Angeles (record codétenu par, entre autres Jesse Owens, Harold Davis, Lloyd LaBeach, Barney Ewell, Emmanuel McDonald Bailey, Ira Murchison et Heinz Fütterer, égalé).
- Record du monde du 100 yards en 9 s 3 égalé à Austin (Texas)[3].